# Deodhar Trophy
Die Deodhar Trophy ist ein indischer List-A-Cricket-Wettbewerb der seit der Saison 1973/74 ausgetragen wird. Anders als die Vijay Hazare Trophy, die zwischen den First-Class Vertretungen der indischen Bundesstaaten ausgetragen wird, werden in der Duleep Trophy traditionell Auswahl-Mannschaften gebildet.

## Mannschaften
Bis zur Saison 2014/15 wurden in dem Wettbewerb zumeist mit fünf regionalen Auswahlmannschaften gespielt, die sich aus den First-Class-Vertretungen der Vijay Hazare Trophy rekrutierten.
| Central Zone                                                       | East Zone                                       | North Zone                                                                   | South Zone                                                           | West Zone                                              |
| ------------------------------------------------------------------ | ----------------------------------------------- | ---------------------------------------------------------------------------- | -------------------------------------------------------------------- | ------------------------------------------------------ |
| - Madhya Pradesh - Railways - Rajasthan - Uttar Pradesh - Vidarbha | - Assam - Bengal - Jharkhand - Odisha - Tripura | - Delhi - Haryana - Himachal Pradesh - Jammu and Kashmir - Punjab - Services | - Andhra Pradesh - Goa - Hyderabad - Karnataka - Kerala - Tamil Nadu | - Baroda - Gujarat - Maharashtra - Mumbai - Saurashtra |

Zur Saison 2016/17 wurden zwei nationale Teams geformt, die gegen den Gewinner der Vijay Hazare Trophy spielten:
- India A
- India B

## Sieger
| - 2019/20 India B - 2018/19 India C - 2017/18 India B - 2016/17 Tamil Nadu - 2015/16 India A - 2014/15 East Zone - 2013/14 West Zone - 2012/13 West Zone - 2011/12 West Zone - 2010/11 North Zone - 2009/10 North Zone - 2008/09 West Zone - 2007/08 Central Zone - 2006/07 West Zone - 2005/06 North Zone - 2004/05 North Zone | - 2003/04 East Zone - 2002/03 North Zone - 2001/02 South Zone - 2000/01 South Zone & Central Zone - 1999/2000 North Zone - 1998/99 Central Zone - 1997/98 North Zone - 1996/97 East Zone - 1995/96 North Zone - 1994/95 Central Zone - 1993/94 East Zone - 1992/93 East Zone - 1991/92 South Zone - 1990/91 West Zone - 1989/90 North Zone - 1988/89 North Zone | - 1987/88 North Zone - 1986/87 North Zone - 1985/86 West Zone - 1984/85 West Zone - 1983/84 West Zone - 1982/83 West Zone - 1981/82 South Zone - 1980/81 South Zone - 1979/80 West Zone - 1978/79 South Zone - 1977/78 North Zone - 1976/77 Central Zone - 1975/76 West Zone - 1974/75 South Zone - 1973/74 South Zone |

## Siege nach Team
- North Zone 13
- West Zone 12
- South Zone 7 + 1 geteilt
- East Zone 5
- Central Zone 4 + 1 geteilt
- India B 2
- India C 1
- India A 1
- Tamil Nadu 1